# Tamaryszka
Tamaryszka (Acrocephalus melanopogon) – gatunek małego ptaka z rodziny trzciniaków (Acrocephalidae), wcześniej zaliczany do pokrzewkowatych (Sylviidae). Zamieszkuje plamowo Europę Południową, południowe części Europy Środkowej i Wschodniej, Bliski Wschód, Azję Środkową oraz północno-zachodnią Afrykę. Występuje głównie w krajach śródziemnomorskich, jednak w wielu miejscach można spotkać ją tylko latem albo zimą. Do Polski zalatuje wyjątkowo. Trzecie stwierdzenie pochodzi ze stawów w Spytkowicach w Małopolsce z kwietnia 2016 r.

## Podgatunki i zasięg występowania
Wyróżniono trzy podgatunki A. melanopogon:
- A. melanopogon melanopogon – południowa Europa na wschód do Ukrainy i zachodniej Turcji, północno-zachodnia Afryka.
- A. melanopogon mimicus – wschodnia Turcja do południowej Rosji, Kazachstanu, Iranu i Iraku; poza sezonem lęgowym także Afganistan i północno-zachodnia część subkontynentu indyjskiego.
- A. melanopogon albiventris – południowo-wschodnia Ukraina i południowo-zachodnia Rosja.

## Morfologia
Ten gatunek reprezentuje trzciniaki, a dokładniej trzciniaki prążkowane. Jest dość podobna do rokitniczki i wodniczki, ale u niej dominuje barwa rdzawo-brązowa i jasnobrązowa.
Długość ciała 12–13 cm. Masa ciała 8,5–13 g.

## Ekologia i zachowanie
Nie zasiedla „czystych” trzcinowisk, ale trzcinowiska z pałką i sitowiem. Odżywia się głównie małymi owadami jak krętaki. Czasami zjada też pająki. Niekiedy skład diety uzupełnia owocami wiśni (Prunus) i bzu (Sambucus).

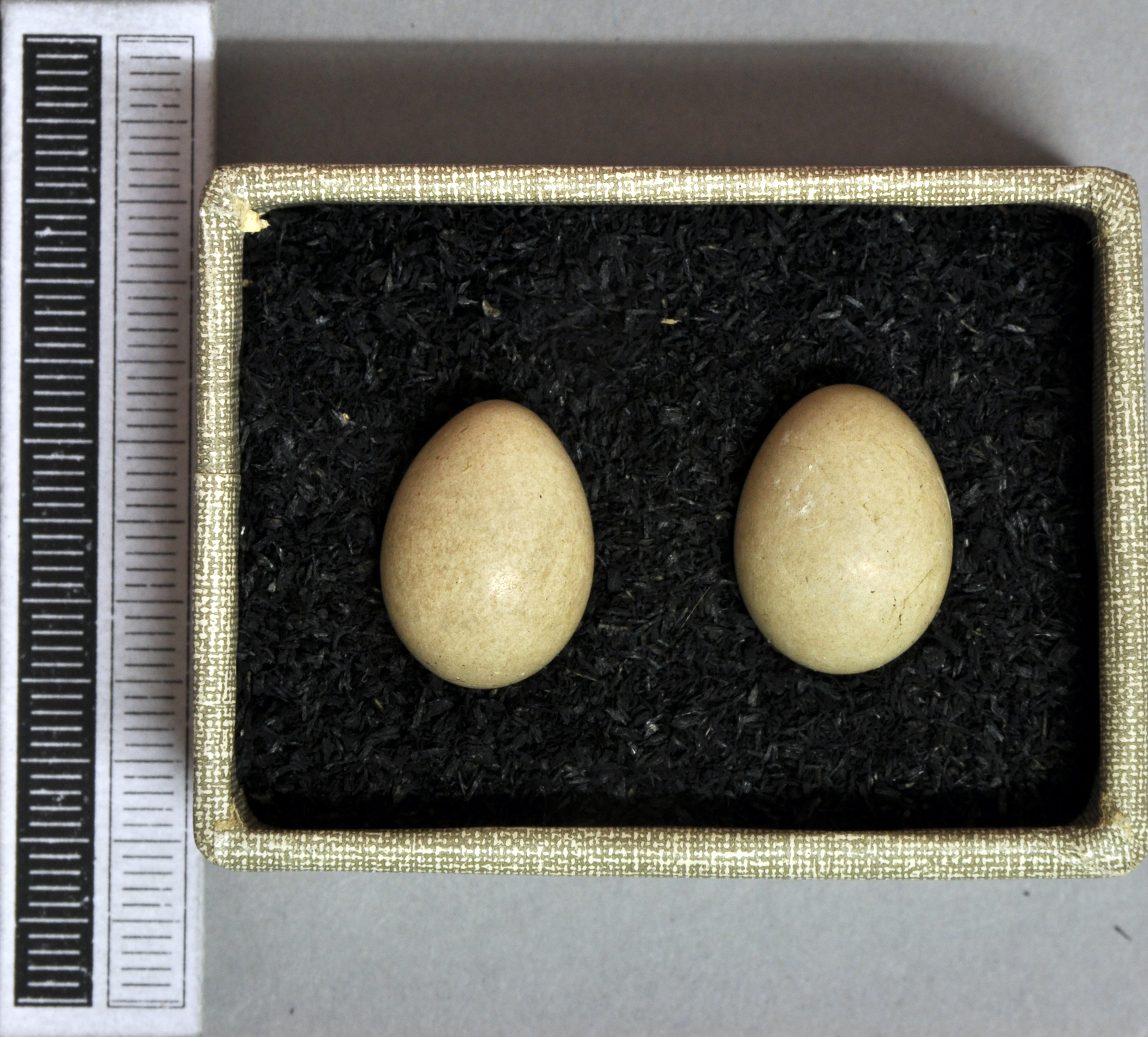
Jaja z kolekcji muzealnej

Podczas okresu godowego samiec wydaje dźwięki podobne do głosu trzcinniczka, a czasami pieśń przypominającą śpiew słowika rdzawego. Gniazdo jest zwykle uwite wśród suchych trzcin lub kępy wysokich turzyc. W zniesieniu 2–7 jaj, najczęściej 3–6. Wysiadywaniem i opieką nad pisklętami zajmują się oboje rodzice. Inkubacja trwa 13–15 dni, a pisklęta opuszczają gniazdo po około 12 dniach od wyklucia.

## Status i ochrona
IUCN uznaje tamaryszkę za gatunek najmniejszej troski (LC, Least Concern) nieprzerwanie od 1988 roku. Liczebność światowej populacji, obliczona w oparciu o szacunki organizacji BirdLife International dla Europy na rok 2015, zawiera się w przedziale 434–712 tysięcy dorosłych osobników. Ze względu na brak dowodów na spadki liczebności bądź istotne zagrożenia dla gatunku trend liczebności populacji oceniany jest jako prawdopodobnie stabilny.
Na terenie Polski gatunek ten jest objęty ścisłą ochroną gatunkową.